# Подосёново (Тверская область)
Подосёново — деревня в Кимрском районе Тверской области России, входит в состав Неклюдовского сельского поселения.

## География
Деревня расположена на берегу реки Медведица в 9 км на север от центра поселения деревни Неклюдово и в 47 км на север от райцентра города Кимры, в 0,5 км на восток от деревни находится погост Ченцы.

## История
В 1817 году на погосте Ченцы близ деревни была построена каменная Преображенская церковь с 3 престолами, метрические книги с 1780 года.
В конце XIX — начале XX века деревня вместе с погостом входила в состав Суворовской волости Корчевского уезда Тверской губернии.
С 1929 года деревня входила в состав Романовского сельсовета Кимрского района Кимрского округа Московской области, с 1935 года — в составе Калининской области, с 1994 года — в составе Неклюдовского сельского округа, с 2005 года — в составе Неклюдовского сельского поселения.

## Население
| 1859 | 1887 | 2002 | 2010 |
| ---- | ---- | ---- | ---- |
| 89   | ↗129 | ↘2   | ↘0   |

## Достопримечательности
На погосте Ченцы близ деревни расположена восстанавливаемая Церковь Спаса Преображения (1817).